# Женский портрет
«Женский портрет» (англ. The Portrait of a Lady) — роман Генри Джеймса, впервые публиковавшийся отрывками в The Atlantic Monthly и Macmillan’s Magazine в 1880—1881 годах, издан отдельной книгой в 1881 году.

## Сюжет
Изабель Арчер, молодая американка, отвергает женихов, мечтая перед замужеством увидеть мир. Получив внушительное наследство, отправляется в путешествие, в ходе которого влюбляется в знакомого своей подруги, которая всячески поощряет её интерес. Выйдя замуж, Изабель постепенно понимает, что связала свою жизнь с коварным и жестоким человеком.

## Постановки и экранизации
В 1884 году актер Лоуренс Барретт захотел поставить роман на сцене, но Генри Джеймс заявил, что считает это невозможным. По его мнению, лучшей сценой книги является та, в которой Изабель неподвижно сидит в кресле.
- 1954 — постановка Бродвейского театра. Роман адаптировал для сцены Вильям Ричард.[3]
- 1968 — мини-сериал, спродюсированный BBC. Изабель — Сюзанна Нив.
- 1996 — фильм «Портрет леди», снятый Джейн Кэмпион. Изабель — Николь Кидман, Осмонд — Джон Малкович, Мадам Мерле —Барбара Херши.